# Tometes
Tometes és un gènere de peixos de la família dels caràcids i de l'ordre dels caraciformes.

## Taxonomia
- Tometes lebaili (Jégu, Keith & Belmont-Jégu, 2002)[2]
- Tometes maculatus (Amaral Campos, 1944)
- Tometes makue (Jégu, Mendes dos Santos & Belmont-Jégu, 2002)[3]
- Tometes trilobatus (Valenciennes, 1850)[4][5][6][7][8][9][10][11]